# 朝鲜驻英国大使馆
朝鮮駐英國大使館（韩语：／ Chu Yŏngguk Chosŏn Minjujuŭi Inmin Konghwaguk Daesagwan）是朝鮮民主主義人民共和國駐英國的外交使團。朝鮮駐英國大使官邸，位於倫敦西部郊區伊靈區與Baronsmede北角交界處Gunnersbury Avenue 73號的獨立屋內。值得注意的是，它是倫敦為數不多的位於郊區的大使館之一，遠離城市的中心外交區。這套有七間臥室的房產於2003年由朝鮮政府以130萬英鎊的價格購買。

## 歷史
2014年11月，萬壽台藝術工作室的藝術展在大使館舉行，恰逢四位朝鮮藝術家訪問倫敦。
前公使太永浩於2016年叛逃到韓國。當時的大使是玄學峰。據報導，2016年8月25日，玄在太永浩叛逃後已被召回朝鮮。據報導，朝鮮領導人金正恩下令處決那些未能阻止太永浩叛逃的人。崔日隨後被任命為駐倫敦大使。 該政權採取了額外措施來阻止外交官叛逃。

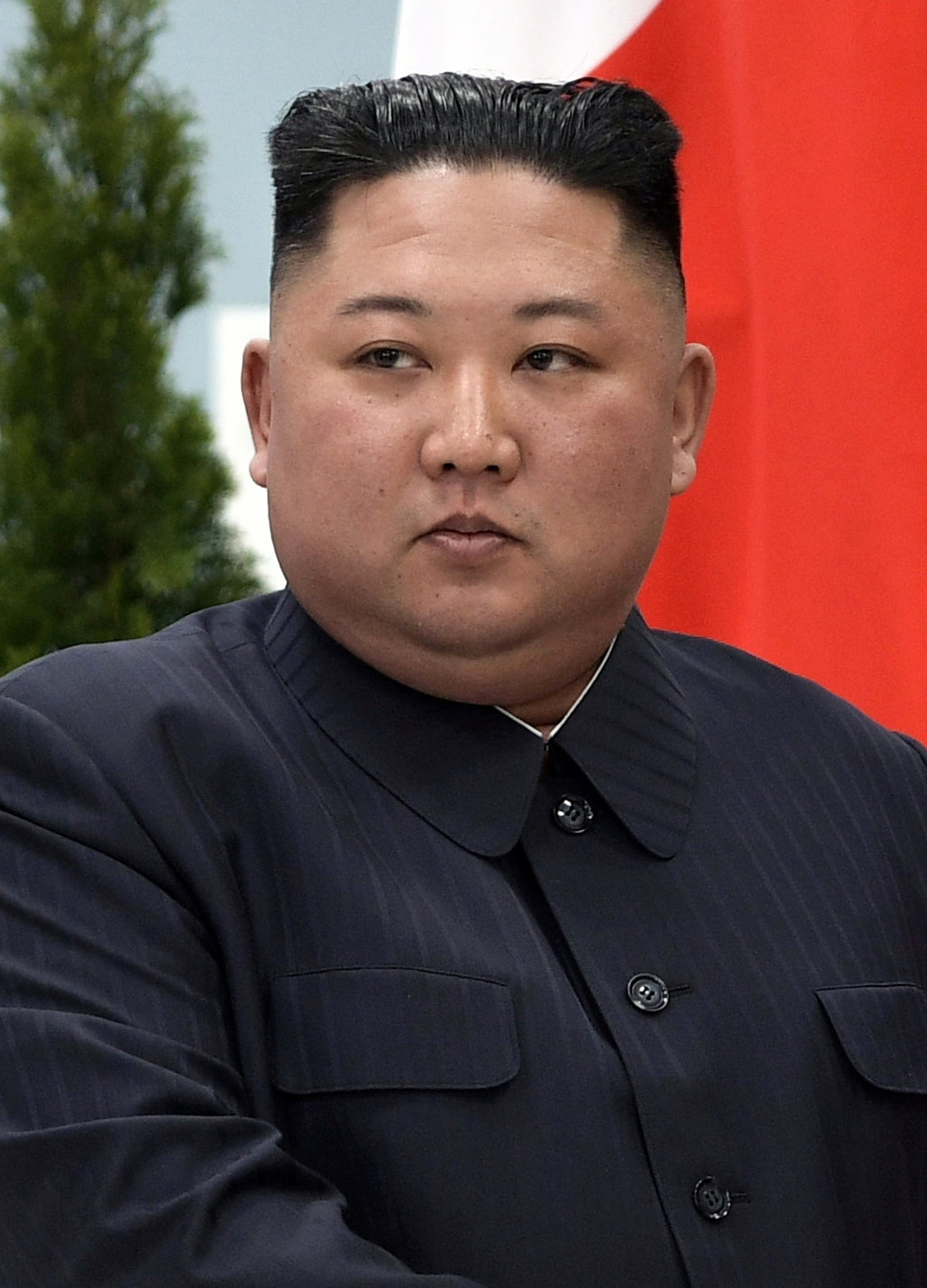
金正恩下令處決未能阻止太永浩逃離的人

2017年9月，在大使館外發現了一個可疑包裹。結果，該地區的道路和房屋被警方關閉並疏散，他們還進行了控制爆炸。在受控爆炸後，發現包裹沒有威脅。